# صیاد (بغلان)
صیاد (به لاتین: Sayyad) یک منطقهٔ مسکونی در افغانستان است که در ولایت بغلان واقع شده‌است.